# Jorge Garcia (aktor)
Jorge Garcia (ur. 28 kwietnia 1973 w Omaha, stan Nebraska w USA) – amerykański aktor filmowy i telewizyjny, komik. Występował w roli Hugo „Hurleya” Reyesa w amerykańskim serialu telewizyjnym Zagubieni. Znany też z serialu Hawaii Five-0 jako Jerry Ortega.

## Filmografia
aktor
- Raven's Ridge (1997) jako Monty
- Jak pan może, panie doktorze? (Becker, 1998–2004) jako Hector Lopez
- Tomorrow by Midnight (1999) jako Jay
- The Slow and the Cautious (2002) jako Teddy
- Columbo (odc. Columbo Likes the Nightlife, 2003) jako Julius
- Zagubieni (Lost, 2004–2010) jako Hugo „Hurley” Reyes
- Our Time Is Up (2004) jako Ogrodnik
- Tales from the Crapper (2004) jako Racoon Head
- Happily, Even After (2004) jako Chris
- The Good Humor Man (2004) jako Mt. Rushmore
- Little Athens (2005) jako Pedro
- Sweetzer (2006) jako Sergio
- Wesołych Świąt (Deck the Halls, 2006) jako Wallace
- Alcatraz (2012) jako dr Diego „Doc” Soto
- Polowanie na drużbów (The Wedding ringer, 2015) jako Lurch / Garvey
- Californication (2013) jako handlarz narkotykami
- Hawaii Five-0 (2013–2017) jako Jerry Ortega
- The Ridiculous 6 (2015) jako Herm

aktor gościnnie
- Spin City (1996–2002) jako Cabbie
- Pohamuj entuzjazm (Curb Your Enthusiasm) (2000) jako Diler
- Rock Me Baby (2003–2004) jako Vizzy
- Jak poznałem waszą matkę jako Steve „The Blitz"
- Dawno, dawno temu (Once Upon a Time, 2012) jako olbrzym Anton / krasnoludek Maleńki